# Igelfors
Igelfors – miejscowość (tätort) w Szwecji, w regionie administracyjnym (län) Östergötland, w gminie Finspång.
Według danych Szwedzkiego Urzędu Statystycznego liczba ludności wyniosła: 227 (31 grudnia 2015), 222 (31 grudnia 2018) i 219 (31 grudnia 2019).